# リオ・ダムジ級トローラー
リオ・ダムジ級トローラー（英語: Rio Damuji-class armed convert trawlers）は、キューバ海軍の武装トローラーの艦級。

## 設計
スペイン製の中古トロール船を改装した特設艦船である。「リオ・ダムジ」は改装前の船名である。
対艦兵器として、オーサ型ミサイル艇から転用したP-15M艦対艦ミサイルを艦首甲板に備えている。レーダー類が貧弱であるため射撃管制手段は不明だが、赤外線ホーミング誘導のミサイルのみを搭載している可能性が指摘されている。
また艦砲としては、ZSU-57-2から転用した75口径57mm連装砲塔を搭載していたが、T-54またはT-55中戦車から転用した53.5口径100mm単装砲塔に換装したという情報もある。このほか、魚雷艇から転用した2M3 25mm連装機銃を搭載している。
なお2隻のうち1隻はヘリコプター甲板を設置している。

## 同型艦一覧表
| 改装前の船名                         | #   | 進水   | 就役   |
| ------------------------------------ | --- | ------ | ------ |
| リオ・ダムジ MV Rio Damuji           | 390 | 1972年 | 2007年 |
| リオ・ハティボニコ MV Rio Jatibonico | 391 | 1977年 | 2013年 |